# تاور هیل
latitudeتاور هیلlongitudeتاور هیل
تاور هیل (به انگلیسی: Tower Hill) یک ناحیه در بریتانیا است که در سیتی لندن واقع شده‌است.
این ناحیه به دلیل اعدام‌های عمومی افرادی همچون تامس مور، تامس کرامول و ویلیام لاد در آن در طول تاریخ شهرت دارد.